# Chaetodus lacandonicus
Chaetodus lacandonicus is een keversoort uit de familie Hybosoridae. De wetenschappelijke naam van de soort is voor het eerst geldig gepubliceerd in 1990 door Martínez & Morùn.